# Ben Abarbanel-Wolff
Ben Abarbanel-Wolff (* 24. September 1974 in New Haven, Connecticut) ist ein amerikanischer Saxophonist des Creative Jazz, der auch für das Roadmovie Drum Bun – Gute Reise (2004) die Filmmusik komponierte.

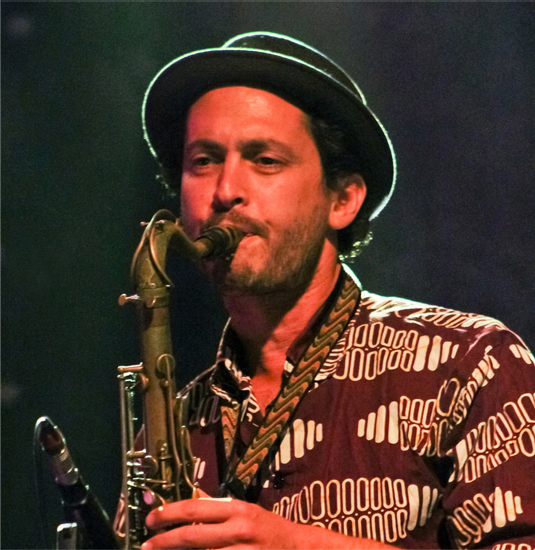
playing tenor sax 2013

Abarbanel-Wolff wuchs in Washington, D.C. auf und studierte Jazzperformance an der University of Michigan, der New School und am Bennington College (Master), u. a. bei Reggie Workman, Roscoe Mitchell, Charles Gayle, Matthew Shipp, Roswell Rudd, Rob Brown, Charlie Persip und Milford Graves. 
2001 zog Abarbanel-Wolff  nach Berlin, wo er in der Jazzszene aktiv ist, aber auch Funk und afrikanische Musik spielt. Das Kayla Quintet interpretiert seine Kompositionen, die auf afrikanischen Rhythmen beruhen. Er spielt regelmäßig mit Ulrich Gumpert, tritt mit Karl Hector & the Malcouns, dem Baltic Soul Orchestra und The Poets of Rhythm auf. Weiter ist er mit dem ghanaischen Gitarristen Ebo Taylor Gründungsmitglied und musikalischer Leiter der Afrobeat Academy sowie Saxophonist von Xavier Naidoo (Telegramm für X, Alles kann besser werden). Auch ist er auf Alben mit Jimi Tenor, Sirone, Maurice de Martin, Maria Răducanu, Umberto Echo und Mircea Tiberian zu hören. Als Theatermusiker wirkte er in der Schaubühne an Thomas Ostermeiers Othello-Inszenierung mit.

## Diskographische Hinweise
- Pat Thomas and Kwashibu Area Band, self titled, Strut Records 2015
- Ebo Taylor, Love and Death, Strut Records 2010
- Caciula Trio 7 Songs from the Wagendorf of Dreams (mit Jan Roder, Maurice de Martin; Konnex Records 2003)
- Kayla Quintet End Times (mit Gerhard Gschlößl, Antonis Anissegos, Jan Roder, Oliver Steidle, 2009)